# Piazza di Corte
Piazza di Corte è una piazza storica del centro di Ariccia, la cui quinta scenografica è stata progettata a partire dal 1661 da grandi architetti come Gian Lorenzo Bernini e Carlo Fontana. Sulla piazza prospettano la Collegiata di Santa Maria Assunta (1661-1665) e Palazzo Chigi (1664-1672); inoltre la piazza è posta sulla Strada statale 7 Via Appia, che la raggiunge dalla parte di Albano Laziale attraverso il famoso Ponte di Ariccia (1835-1854), e dalla parte di Genzano di Roma attraverso altri più piccoli viadotti realizzati al tempo di papa Gregorio XVI. 

## Galleria d'immagini

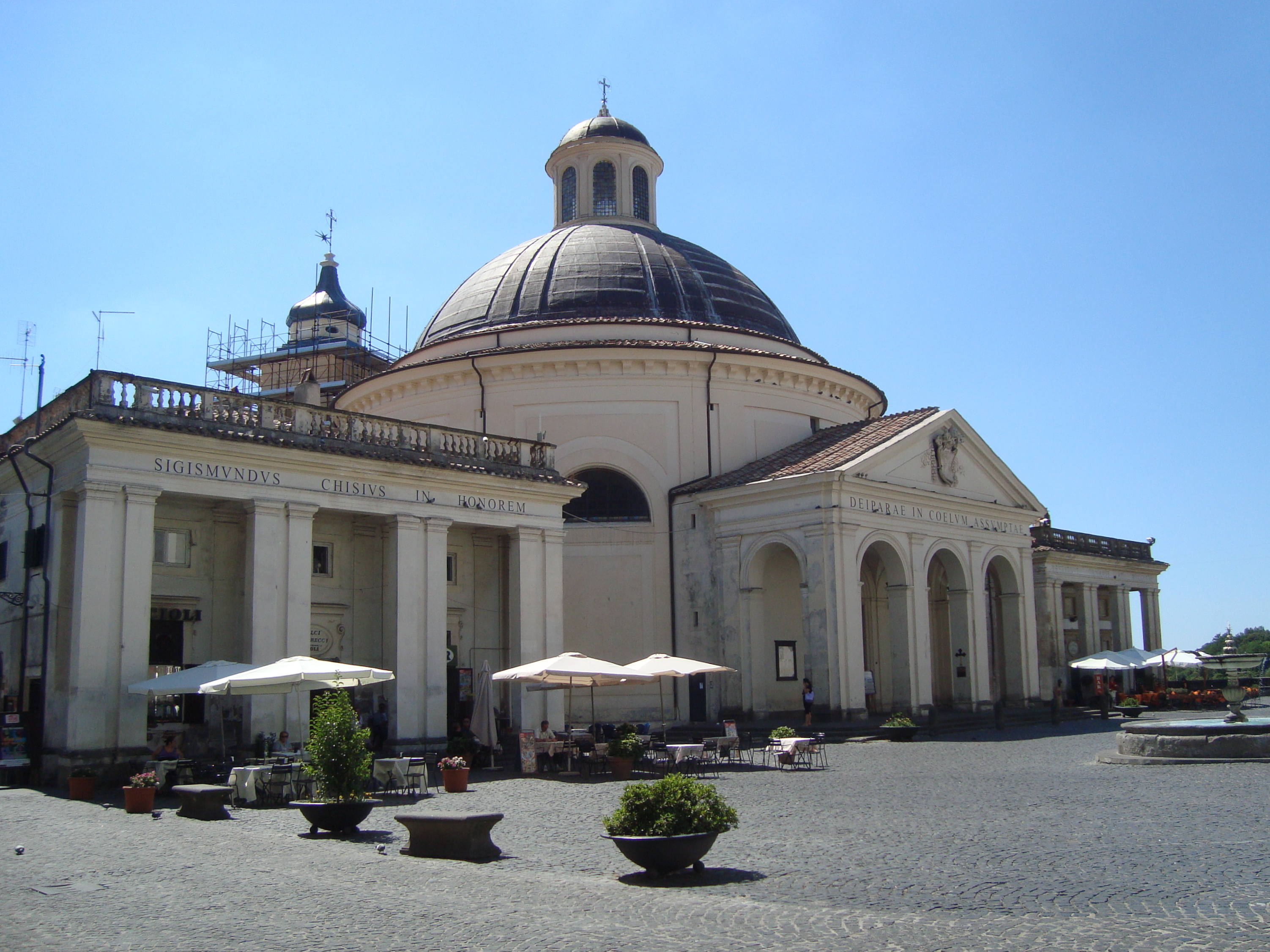
La Collegiata di Santa Maria Assunta.
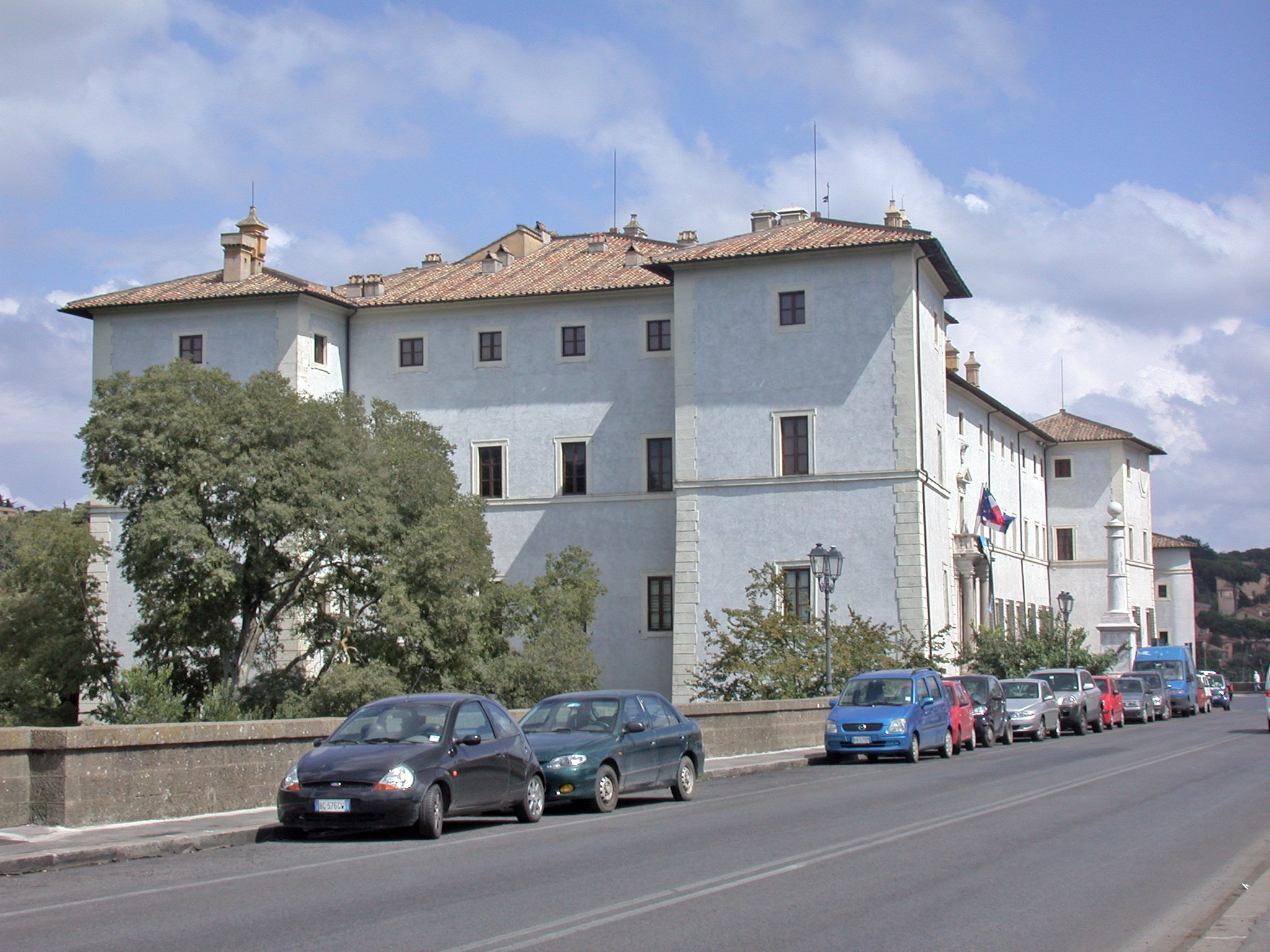
Palazzo Chigi.

| Controllo di autorità | VIAF (EN) 315148978 |